# Свободна Македония (1942)
Вижте пояснителната страница за други значения на Свободна Македония.
„Свободна Македония“ е български вестник, издание на Македонската студентска корпорация „Шар“ в София.
Излиза в единствен брой на 12 април 1942 година. Печата се в печатница „Полиграфия“ в 15000 броя тираж. Вестникът е издаден по повод на първата годишнина от освобождението на Вардарска и Егейска Македония. Стои на националистически позиции.